# 金明哲
金 明哲（キム・ミョンチョル、朝鮮語: 김명철）は、朝鮮民主主義人民共和国の軍人、政治家。平壌防御司令部連隊長、朝鮮労働党中央委員会検閲委員会委員、党中央委員会委員会委員候補。朝鮮人民軍における軍事称号（階級）は少将。

## 経歴
出生地や生年月日は不明。2013年2月16日の金正日総書記の誕生日「光明星節」に際して、朝鮮人民軍少将に昇進した。その後、詳細な時期は不明であるが平壌防御司令部連隊長に任命され、2014年3月9日に実施された最高人民会議第13期代議員選挙で代議員に選出された。
2016年5月9日に開かれた朝鮮労働党中央委員会第7期第1回総会で党中央委員会検閲委員会委員に選出され、2019年4月10日に開催された朝鮮労働党中央委員会第7期第4回総会で党中央委員会委員候補に補選された。
2021年1月5日から開催された朝鮮労働党第8次大会で党中央委員会検閲委員会が廃止されたため、同委員会委員から退任し、党中央委員候補から脱落した。